# ウスカワミジンコ属
ウスカワミジンコ属（ウスカワミジンコぞく、Penilia）は、ミジンコの1種。ミジンコ類では数少ない海産の種である。

## 特徴
身体は左右方向に扁平で極めて透明なため、ガラス細工のような印象を与える。体長は雌で0.4-1.2mm、雄で0.7-0.9mm。頭部は背が低く、頭頂は丸い。吻は雌では鋭く尖るが、雄では丸い。吻の下に出る第1触角は雌ではごく短くて後縁に長い触毛を持つ。雄成体では長く伸びて甲殻の後縁に達する。第２触角は遊泳用であり、先端で内肢と外肢に分かれる。内肢と外肢はいずれも2節からなり、遊泳剛毛は内肢1節目に1、2節目に4、外肢1節目に2、2節目に6を持つ。体を覆う甲殻の背中側はやや丸く、腹側は強く丸みを帯び、細かな棘が並び、後端にははっきりした棘がある。胸脚は6対。尾部は後ろに向かって狭まり、そのまま尾爪に移行する。尾部の後ろ側には円錐状の突起があり、その先端から長い尾刺が伸びる。

## 分布
全世界の温帯から熱帯に分布し、沿岸に多いが、大洋中にも場所によっては発見されている。日本では太平洋、日本海、瀬戸内海に知られる。暖水域のもので、得に瀬戸内海など、温帯の富栄養な内湾で多産する。北海道では少ない。初夏によく出現する。

## 生態など
餌は水中の細菌や微小な植物プランクトン、デトリタスなどを濾過摂食するものとされている。
淡水産のミジンコ類と同様に、雌が単為生殖によって雌を産む形の増殖を行う。時に雄が出現して有性生殖が行われる。この場合、耐久卵が形成され、休眠の後に孵化する。なお、淡水産のものでは耐久卵は卵鞘に包まれるが、本種の場合鞘が無くて楕円形の卵の形で形成され、体外に出る。

## 分類
シダ科に属するが、第2触角の内肢、外肢が共に2節のみであること、甲殻の後端に棘があることなどは、この科の他の属にはない特徴である。従来、この属のものとしては数種の記載された種があるが、実際にはウスカワミジンコ P. avirostris 1種のみであると考えられている。
なお、海産のミジンコ類は世界中で8種ほどしか無い。本種以外のものはウミオオメミジンコ科に属し、外見的に一般のミジンコ類とかけ離れた形をしている。そのため、本種と紛らわしい動物は他にいない。